# Смирнов, Василий Иванович (металлург)

Бюст В. И. Смирнова в Кировграде

Васи́лий Ива́нович Смирно́в (11 февраля 1899, Ярославская губерния — 2 июля 1972, Свердловск) — советский металлург, доктор технических наук (1946), профессор (1953), академик Казахской АН (с 1954), заслуженный деятель науки и техники РСФСР (1961).

## Биография
Окончил Ленинградский горный институт в 1922 году.
В 1922—1930-х годах работал мастером, позднее — начальником отдела Кировоградского никелевого завода. В 1930 году основал и работал заведующим кафедрой металлургии тяжёлых цветных металлов Уральского политехнического института.
В 1946—1972 годах работал заместителем директора Институте металлургии и горного обогащения Казахской Академии наук.
Нашёл основные методы научных исследований новых технологий производства меди и внедрил их в производство. Научные работы посвящены вопросам развития металлургической промышленности Уральского, Балхашского, Джезказганского металлургических комбинатов. Подготовил 45 кандидатов и 10 докторов наук. Является автором 30 монографий и более 450 научных статей.
Награждён орденом Ленина (1961), двумя орденами Трудового Красного Знамени (1942, 1945) и медалями.
Скончался 2 июля 1972 года. Похоронен на Широкореченском кладбище Екатеринбурга.

## Труды
- Пирометаллургия меди. — Свердловск, 1933
- Отражательная плавка. — М., 1952
- Извлечение кобальта из конвертных шлаков, Свердловск, 1963
- Извлечение кобальта из медных и никелевых руд и концентратов, М., 1970
- Металлургия меди. — М., 1974[3]